# Diaptomus augustaensis
Diaptomus augustaensis är en kräftdjursart som beskrevs av Turner. Diaptomus augustaensis ingår i släktet Diaptomus och familjen Diaptomidae. Inga underarter finns listade i Catalogue of Life.